# David Farragut
David Glasgow Farragut (Knoxville, 5 de julio de 1801-Portsmouth, 14 de agosto de 1870) fue un militar estadounidense, hijo del militar español Jorge Farragut (1755-1817). Siendo muy joven ingresó en el ejército. Durante la Guerra de Secesión, fue oficial mayor de la Armada de los Estados Unidos y posteriormente fue contralmirante, vicealmirante y almirante.

## Biografía

### Primeros años
Nació en Knoxville en 1801, hijo de Jorge Farragut (1755-1817) y su esposa Elizabeth Farragut (con apellido de soltera Shine, 1765-1808). Su padre, originario de las Islas Baleares, era capitán de un buque mercante de Menorca, y posteriormente, en 1766, emigró a Estados Unidos, en donde se unió a la causa revolucionaria y además, cambió su nombre a George Farragut. 
El nombre de nacimiento de David Farragut era James. En 1808, después de la muerte de su madre por una epidemia de fiebre amarilla y dadas sus continuas ausencias de Farragut padre, tuvo que colocar a él y a sus hermanos pequeños con amigos y familiares que pudieran cuidarlos mejor. Así accedió a vivir como hijo adoptivo de David Porter, oficial naval cuyo padre había sido amigo y compañero de armas del padre biológico de James, Jorge Farragut. Desde ese entonces, creció en una familia naval, como hermano adoptivo del futuro almirante de la Guerra de Secesión, David Dixon Porter, y el comodoro William D. Porter. En 1812, James adoptó el nombre de David en honor a su padre adoptivo, con quien se fue a la marina a finales de 1810.

### Carrera militar

#### Guerra anglo-estadounidense de 1812
Influenciado por su padre adoptivo, Farragut fue comisionado como guardiamarina en la Armada de los Estados Unidos el 17 de diciembre de 1810, con tan solo 9 años de edad. Farragut participó en la Guerra anglo-estadounidense de 1812, sirviendo al mando del capitán David Porter. Mientras servía a bordo de la fragata USS Essex, participó en la captura del HMS Alert el 13 de agosto de 1812. Posteriormente ayudó a establecer la primera base naval y colonia en el Pacífico, llamada Fort Madison, durante la desafortunada campaña de Nuku Hiva. 
También durante esta guerra, se le dio la tarea de traer a salvo un barco capturado por el Essex al puerto. Fue herido y capturado mientras servía en el Essex durante el combate contra los británicos en la bahía de Valparaíso el 28 de marzo de 1814, pero fue liberado en abril de 1815 en un intercambio.

#### Las Indias Occidentales
Farragut fue ascendido a teniente en 1822, durante las operaciones contra los piratas de las Indias Occidentales. En 1824, fue puesto al mando del USS Ferret (siendo este el primer buque de la marina comandado por Farragut). Sirvió en la Flota del Mosquito, una flota de buques acondicionada para combatir a los piratas en el mar Caribe. Después de enterarse de que su viejo capitán, el comodoro Porter, sería comandante de la flota, Farragut solicitó y recibió órdenes de servir en el Greyhound, uno de los buques más pequeños, comandado por John Porter, hermano de David Porter. El 14 de febrero de 1823, la flota zarpó hacia las Indias Occidentales, donde durante los siguientes seis meses expulsarían a los piratas del mar y los sacarían de sus escondites entre las islas. Fue oficial ejecutivo a bordo de la goleta El Experimento durante su campaña en las Antillas luchando contra los piratas.

#### Intervención estadounidense en México
En 1847, Farragut, quien ya era comandante en ese entonces, tomó el mando de la balandra de guerra USS Saratoga cuando fue puesta en servicio en los astilleros Norfolk Naval Shipyard en Norfolk. Una vez asignado al Escuadrón Home para servir en la Intervención estadounidense en México, la USS Saratoga partió de Norfolk el 29 de marzo de 1847 con dirigiéndose por el golfo de México bajo el mando de Farragut, y al llegar de Veracruz, el 26 de abril de ese mismo año, le informó al comandante del escuadrón, el comodoro Matthew C. Perry, para el deber. El 29 de abril, Perry le ordenó a Farragut navegar la USS Saratoga 150 millas náuticas (278 km) al norte para hacer un bloqueo en Tuxpan, donde operó del 30 de abril al 12 de julio antes de que Farragut regresara a Veracruz. Unas dos semanas después, Farragut comenzó un viaje de ida y vuelta para realizar envíos a Tabasco, regresando a Veracruz el 11 de agosto de 1847.  El 1 de septiembre, Farragut y la tripulación de la USS Saratoga volvieron a hacer un bloqueo en Tuxpan, permaneciendo allí durante dos meses a pesar de un brote de fiebre amarilla que surgió a bordo. Posteriormente, Farragut llevó la balandra de guerra de vuelta a Veracruz y, después de haber permanecido un mes allí, se puso en marcha hacía el astillero Pensacola Navy Yard en Pensacola, llegando el 6 de enero de 1848. Una vez allí, se desembarcó a todos los tripulantes gravemente enfermos en el hospital de base y se reabastecieron sus tiendas.

#### Guerra de Secesión

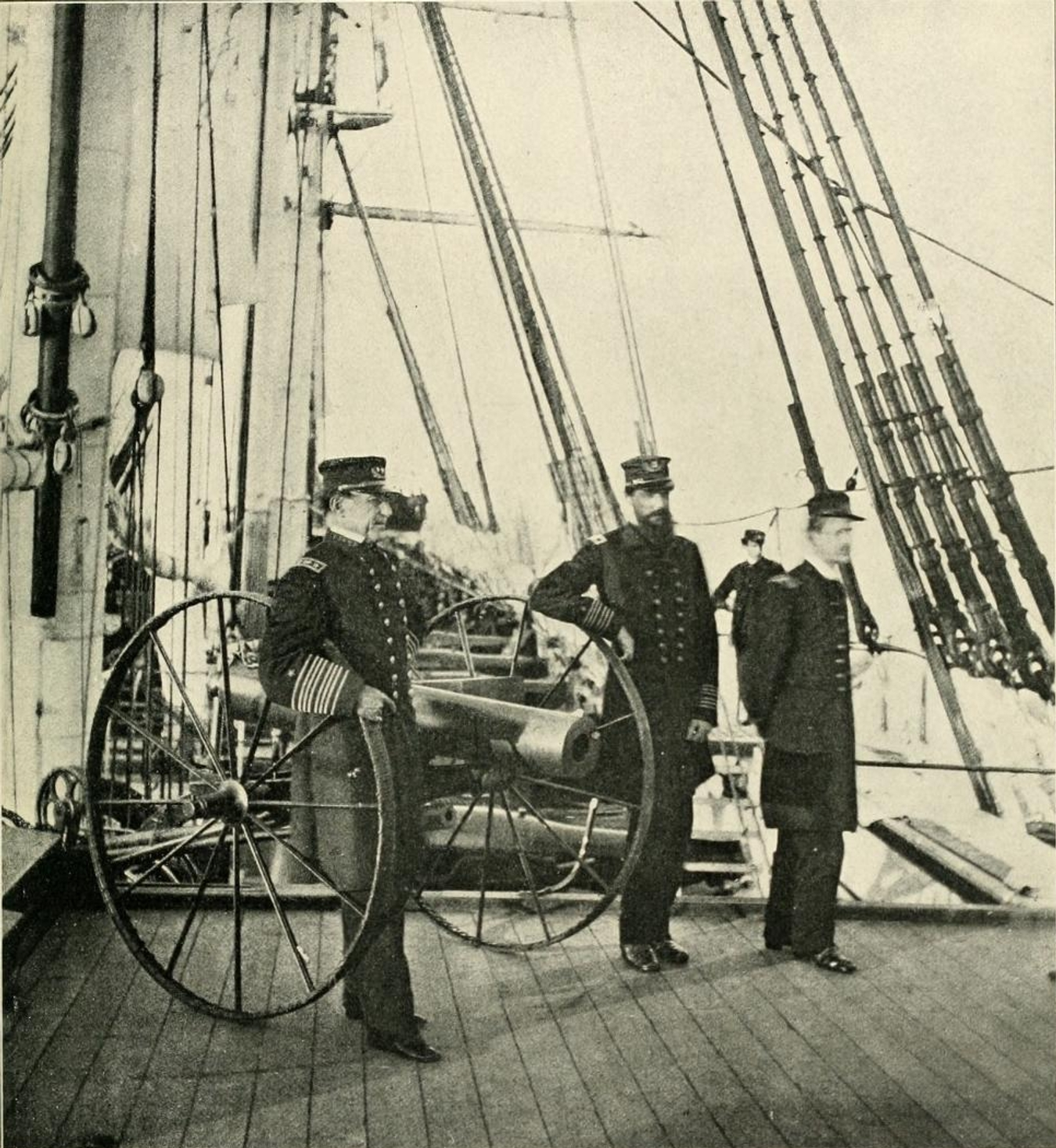
Farragut (a la izquierda) a bordo del USS Hartford

A pesar de que vivía en Norfolk antes del inicio de la Guerra de Secesión, Farragut dejó claro a todos los que lo conocían que consideraba la secesión como traición.  Justo antes del brote de la guerra, Farragut se mudó con su esposa (originaria de Virginia) a Hastings-on-Hudson, una pequeña ciudad a las afueras de la ciudad de Nueva York. Ofreció sus servicios a la Unión, e inicialmente se le dio un asiento en la Junta de Retiro Naval. Le fue ofrecido un mando por parte de su hermano adoptivo, David Dixon Porter, para una asignación especial, pero dudó al enterarse de que el objetivo podría ser Norfolk, debido a que tenía amigos y familiares viviendo allí, pero se sintió aliviado al saber que el objetivo fue cambiado a su antigua casa de la infancia de Nueva Orleans. La marina de guerra tenía algunas dudas sobre la lealtad de Farragut al bando de la Unión debido al lugar de nacimiento suyo y de su esposa. Porter argumentó en su nombre, y Farragut fue aceptado para llevar a cabo el ataque a Nueva Orleans.
El 3 de febrero de 1862, Farragut fue nombrado bajo instrucciones secretas para comandar el Escuadrón de Bloqueo del Golfo, navegando desde Hampton Roads en el barco de vapor USS Hartford, dotado de 25 cañones, al que hizo su buque insignia, acompañado por una flota de 17 naves. Llegó a la desembocadura del río Misisipi, cerca de los fuertes confederados de Saint Philip y Jackson, situados uno frente a otro a lo largo de las orillas del río, con un armamento combinado de más de 100 cañones pesados y una dotación de 700 hombres. 
El 18 de abril, Farragut ordenó a los barcos morteros, los cuales estaban bajo el mando de Porter, comenzar el bombardeo de los dos fuertes, infligiendo daños considerables, pero no lo suficiente para obligar a los Confederados a rendirse. Después de dos días de intenso bombardeo, Farragut pasó por delante de los fuertes Jackson y St. Philip, y las baterías de Chalmette, para posteriormente tomar la ciudad y el puerto de Nueva Orleans el 29 de abril, un evento decisivo en la guerra.
El 16 de julio de 1862, el Congreso honró a Farragut creando el rango de Contraalmirante (Rear Admiral), un rango nunca antes utilizado en la Marina de los Estados Unidos. Anteriormente, la Armada norteamericana se había resistido al rango de almirante, prefiriendo el término «oficial de bandera» (flag officer), para distinguir el rango de las tradiciones de las marinas europeas.
Más tarde ese año, Farragut logró pasar las baterías que defendían Vicksburg, pero no tuvo éxito allí. Un buque blindado obligó a su flotilla de 38 barcos a retirarse en julio de 1862.
A pesar de que era un comandante agresivo, Farragut no siempre fue cooperativo. En el sitio de Port Hudson, el plan era que la flotilla de Farragut pasara por los cañones de la fortaleza confederada con la ayuda de un ataque de distracción terrestre llevado a cabo por el Ejército del Golfo, comandado por el general Nathaniel Banks, para comenzar a las ocho de la mañana del 15 de marzo de 1863. Farragut decidió unilateralmente adelantar el plan a las 9:00 p. m. del 14 de marzo, y pasó por delante las armas de fuego antes de que las fuerzas terrestres de la Unión estuvieran en posición. El ataque, consecuentemente descoordinado, permitió a los confederados concentrarse en la flotilla de Farragut e infligir grandes daños a sus buques de guerra.
El grupo de batalla de Farragut se vio obligado a retirarse con sólo dos barcos capaces de pasar el cañón pesado del bastión confederado. Después de esto, Farragut no participó más en la batalla por Port Hudson, y se le dejó al General Banks continuar el asedio sin la ventaja del apoyo naval. El ejército de la unión hizo dos ataques importantes en el fuerte; pero ambos fueron rechazados con fuertes pérdidas. La flotilla de Farragut estaba astillada, pero aun así fue capaz de bloquear la desembocadura del río Rojo con los dos buques de guerra restantes; aunque no pudo patrullar eficientemente la sección del Misisipi entre Port Hudson y Vicksburg. La decisión de Farragut resultó costosa para la Armada de la Unión y el Ejército de la Unión, que sufrió la mayor tasa de víctimas de la guerra en Port Hudson.
Vicksburg se rindió el 4 de julio de 1863, dejando a Port Hudson como la última fortaleza confederada restante en el río Misisipi. El General Banks aceptó la rendición de la guarnición confederada en Port Hudson el 9 de julio, poniendo fin al sitio más largo en la historia militar de los Estados Unidos. El control del río Misisipi fue la pieza central de la estrategia de la Unión para ganar la guerra. El 5 de agosto de 1864, Farragut ganó una gran victoria en la batalla de la bahía de Mobile. Para ese entonces, Mobile, era el último gran puerto abierto de la Confederación en el golfo de México. La bahía se encontraba fuertemente minada (las minas navales atadas entonces eran conocidas como «torpedos»). Farragut ordenó a su flota que cargara la bahía. Cuando el monitor USS Tecumseh golpeó una mina y se hundió, los otros comenzaron a retroceder. 
Farragut pudo ver los barcos tirando hacia atrás desde su alta percha, donde fue azotado al aparejo de su buque insignia, USS Hartford. «¿Cuál es el problema?», gritó a través de una trompeta al USS Brooklyn. «Torpedos», fue la respuesta gritada. «Al demonio con los torpedos», dijo Farragut «Cuatro campanas, capitán Drayton, adelante. Jouett, a toda velocidad». La mayor parte de la flota logró entrar en la bahía. Farragut triunfó sobre la oposición de las baterías pesadas en Fort Morgan y Fort Gaines para derrotar al escuadrón del almirante Franklin Buchanan.
El 21 de diciembre de 1864, Abraham Lincoln promovió a Farragut a vicealmirante.

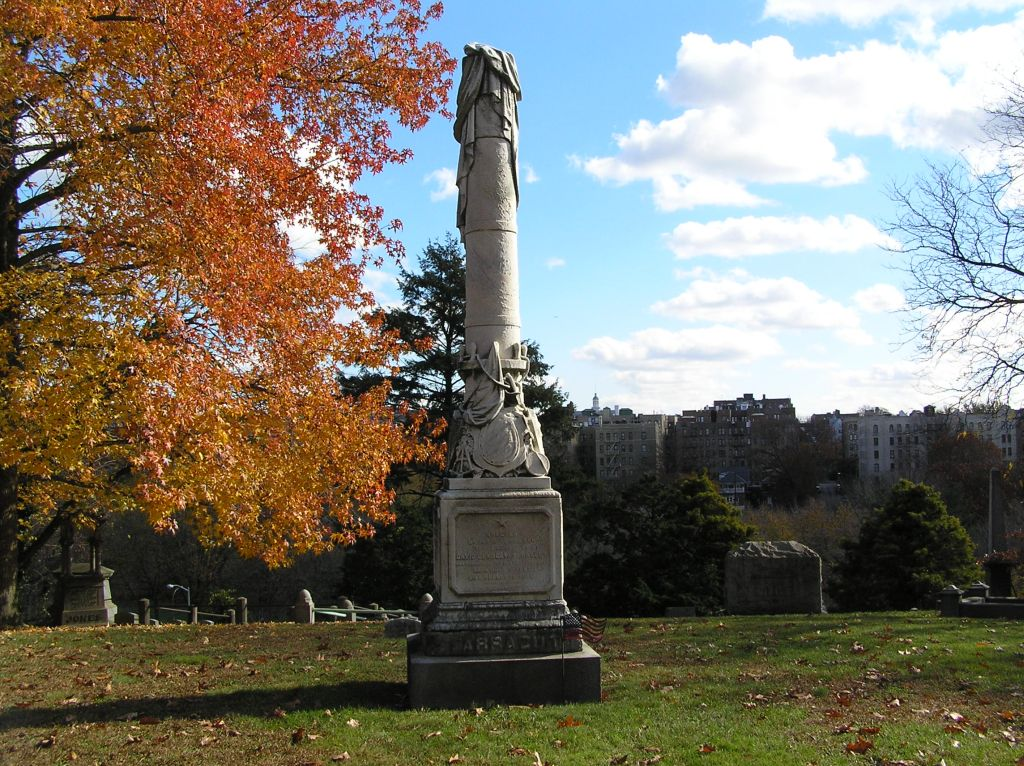
El monumento del almirante David Farragut en el cementerio de Woodlawn en El Bronx, Nueva York.

Falleció el 14 de agosto de 1870 en Portsmouth a la edad de 69 años. Había cumplido casi sesenta años en la marina.  Fue enterrado en el Cementerio Woodlawn, en El Bronx, Nueva York. Su tumba se encuentra en el Registro Nacional de Lugares Históricos, al igual que el propio Cementerio Woodlawn.